# 1491

## Събития
- Николай Коперник постъпва в Университета в Краков.

## Родени
- 30 януари – Франческо Мария Сфорца, италиански благородник († 1512 г.)
- 28 юни – Хенри VIII, крал на Англия († 1547 г.)
- 25 август – Инокенцо Кибо, италиански кардинал и архиепископ († 1550 г.)
- 24 декември – Игнатий Лойола, основател на Йезуитския орден († 1556 г.)
- 31 декември – Жак Картие, френски пътешественик († 1557 г.)